# Кристина Скарлат
Кристина Скарлат е молдовска певица, представила Молдова на песенния конкурс „Евровизия 2014“.

## Биография и кариера
Родена е на 3 март 1981 година в Кишинев. Учи в отдела по цигулка и пиано в музикално училище и в отдела по дирижиране и хорово пеене в „Стефан Ниага“. Първоначално изпълнява народна музика и романси, а по-късно започва да пее и в други стилове, което се дължи на участията ѝ в клубове. През 2006 година завършва поп и джаз пеене в Молдовския държавен университет по изкуствата.
Участва на редица музикални конкурси: „Сребърна хризантема“ (републикански конкурс за романси, 2000, първа награда), „Гран при“ (2001, първа награда), „Златна хризантема“ (Търговище, Румъния, 2001, трета награда), „Славянски базар във Витебск“ (Витебск, 2011, трета награда) и др. Работи като вокален треньор за поп студиото „STAR-TY“, на което по-късно става глава (през 2009 година). Неколкократно е вокален треньор и на молдовски участници на детската „Евровизия“.
Преди да я споходи успех и да спечели правото да представи страната си на европейска сцена, певицата участва два пъти в националната селекция. Заема дванадесето място през 2011 година и трето през 2013 година.